# 肖奈德·麦金托什
肖奈德·麦金托什（1996年3月15日—）生于苏格兰爱丁堡，是一名英国女子射击运动员，曾就读于道勒学院（Dollar Academy）。她的母亲雪莉·麦金托什（Shirley McIntosh）曾获得四枚英联邦运动会奖牌。父亲唐纳德·麦金托什（Donald McIntosh）也曾参加2002年英联邦运动会，退役后担任英国射击队的教练。姐姐珍妮弗·麦金托什曾参加两届奥运。